# 二子山 (相撲)
二子山（ふたごやま）は、日本相撲協会の年寄名跡のひとつ。「二子山」の由来は定かではなく、初代が名乗っていた四股名も不明である。
2005年5月に当時の所有者である元横綱・一代年寄の貴乃花光司の父、貴ノ花利彰が死去してから1年程株が行方不明になっていたが、2006年12月より正式に貴乃花名義となった。その後、2013年3月に元大関の雅山哲士が取得している。

## 二子山の代々
- 代目の太字は、部屋持ち親方。

| 代目 | 引退時しこ名   | 最高位 | 現役時の所属部屋            | 襲名期間                    | 備考                      |
| ---- | -------------- | ------ | --------------------------- | --------------------------- | ------------------------- |
| 初代 | 不明           | -      | -                           | -                           |                           |
| 2代  | 浮嶋三五郎     | 不明   | -                           | -                           |                           |
| 3代  | 羅生門為八     | 不明   | -                           | 1841年頃-1867年4月（死去）  |                           |
| 4代  | 照ヶ嶽光右エ門 | 前2    | 宮城野-追手風-雷-追手風部屋 | 1868年6月-1873年5月（死去） |                           |
| 5代  | 照ヶ嶽光吉     | 下二15 | 二子山部屋                  | 1879年6月-1902年4月（死去） | 二枚鑑札                  |
| 6代  | 不知火光右エ門 | 前4    | 境川-武隈-立川-二子山部屋   | 1902年5月-1910年8月（死去） |                           |
| 7代  | 佐賀ノ海初太郎 | 前6    | 湊（大阪）-出羽ノ海部屋     | 1916年1月-1918年5月（廃業） |                           |
| 8代  | 土州山役太郎   | 前1    | 友綱部屋                    | 1921年5月-1960年3月（死去） |                           |
| 9代  | 大ノ浦一廣     | 前16   | 二所ノ関-芝田山-花籠部屋    | 1960年5月-1962年5月         | 借株 14代音羽山に名跡変更 |
| 10代 | 若乃花幹士     | 横綱   | 二所ノ関-芝田山-花籠部屋    | 1962年5月-1993年2月         | 13代藤島に名跡変更        |
| 11代 | 貴ノ花利彰     | 大関   | 二子山部屋                  | 1993年2月-2005年5月（死去） |                           |
| 12代 | 大竜忠博       | 十4    | 大鵬部屋                    | 2006年12月-2010年7月        | 借株 17代大嶽に名跡変更   |
| 13代 | 光法賢一       | 前9    | 宮城野部屋                  | 2010年7月-2013年2月         | 借株 18代立田川に名跡変更 |
| 14代 | 雅山哲士       | 大関   | 武蔵川-藤島部屋             | 2013年3月-                  |                           |